# Omid Nouripour

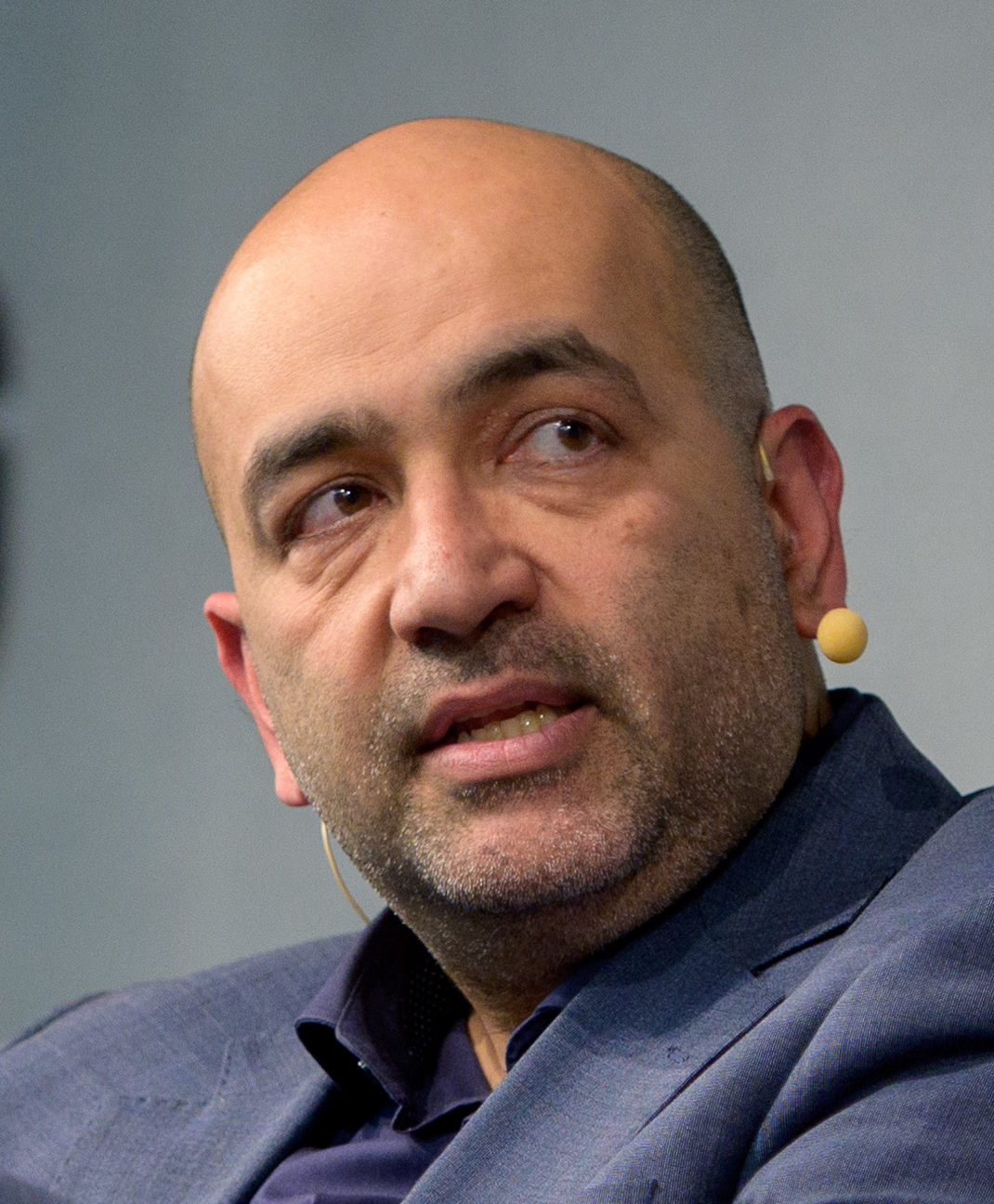
Omid Nouripour (2020)

Omid Nouripour (persisch امید نوری‌پور, DMG Omīd Nūrī-Pūr [omiːd nuːriːˈpuːr]; * 18. Juni 1975 in Teheran, Iran) ist ein iranisch-deutscher Politiker (Bündnis 90/Die Grünen). Er ist seit 2006 Mitglied des Deutschen Bundestages und seit März 2025 dessen Vizepräsident. Von Februar 2022 bis November 2024 war er gemeinsam mit Ricarda Lang Bundesvorsitzender von Bündnis 90/Die Grünen.

## Leben

### Familie und Ausbildung
Beide Eltern Nouripours sind Luftfahrtingenieure, die Mutter ist außerdem Biologin, der Vater Volkswirt. Im August 1988 verließen sie mit ihren Kindern die Islamische Republik Iran und zogen nach Frankfurt am Main, wo sie in den 1970er Jahren als Touristen eine Wohnung erworben hatten. Ein Anlass der Übersiedlung war Omid Nouripours Alter von 13 Jahren; wegen des Ersten Golfkrieges wäre ihm ab 14 Jahren die Ausreise nicht mehr gestattet worden. Zudem war ein Onkel hingerichtet, ein anderer im Krieg durch Giftgas verletzt und seine Schwester bereits einmal verhaftet worden.
Bereits im Iran hatte Nouripour begonnen, Deutsch zu lernen. In Frankfurt bestand er 1996 das Abitur an der Bettinaschule. Danach nahm er ein Studium der Germanistik, Politikwissenschaft und Rechtswissenschaft an der Johannes Gutenberg-Universität Mainz auf, das er 1997 um ein Parallelstudium der Soziologie, Philosophie und Volkswirtschaftslehre ergänzte. Sämtliche Studiengänge schloss er nicht ab, nachdem er 2002 hauptamtliches Mitglied im Bundesvorstand der Grünen geworden war.
Nouripour ist Muslim, verheiratet und hat einen Sohn. Er besitzt neben der iranischen seit 2002 auch die deutsche Staatsangehörigkeit. Auf erstere würde er nach eigener Angabe verzichten, dies sei jedoch de facto kaum möglich, da die Islamische Republik ihre Bürger nicht aus der Staatsbürgerschaft entlässt.

### Partei
Seit 1996 ist Nouripour Mitglied von Bündnis 90/Die Grünen. Er engagierte sich zunächst in der Grünen Jugend, deren hessischer Landesvorsitzender er von 1999 bis 2003 war, und bei der Migranteninitiative ImmiGrün. In dieser Zeit gehörte er auch dem Landesvorstand der Grünen in Hessen an. Von 2002 bis 2010 war er Sprecher der Bundesarbeitsgemeinschaft Migration und Flüchtlinge.
Auf der Bundesdelegiertenkonferenz am 8. Dezember 2002 wurde Nouripour gemeinsam mit Katja Husen als Beisitzer in den Bundesvorstand seiner Partei gewählt. Ende 2004 wurde er in Kiel wiedergewählt. Am 2. Dezember 2006 trat er nicht wieder an, und Malte Spitz wurde sein Nachfolger.
Nouripour war Mitglied der Rechtsextremismus-Kommission des Bundesvorstands der Grünen.
Im Januar 2022 wurde Nouripour auf dem Bundesparteitag der Grünen zusammen mit Ricarda Lang zum Bundesvorsitzenden seiner Partei gewählt. Am 25. September 2024 kündigte Nouripour gemeinsam mit Lang seinen Rücktritt an, der schließlich 16. November 2024 erfolgte.
Er wird dem Realo-Flügel zugeordnet. Er selbst sieht sich als Ko-Vorsitzender der gesamten Partei verpflichtet.

### Abgeordneter
Am 1. September 2006 rückte Nouripour für den ausgeschiedenen Abgeordneten Joschka Fischer über die hessische Landesliste in den Bundestag nach. Dort war er zunächst Mitglied im Europaausschuss und von 2008 bis zur Bundestagswahl 2009 Mitglied im Haushalts- und Verteidigungsausschuss.

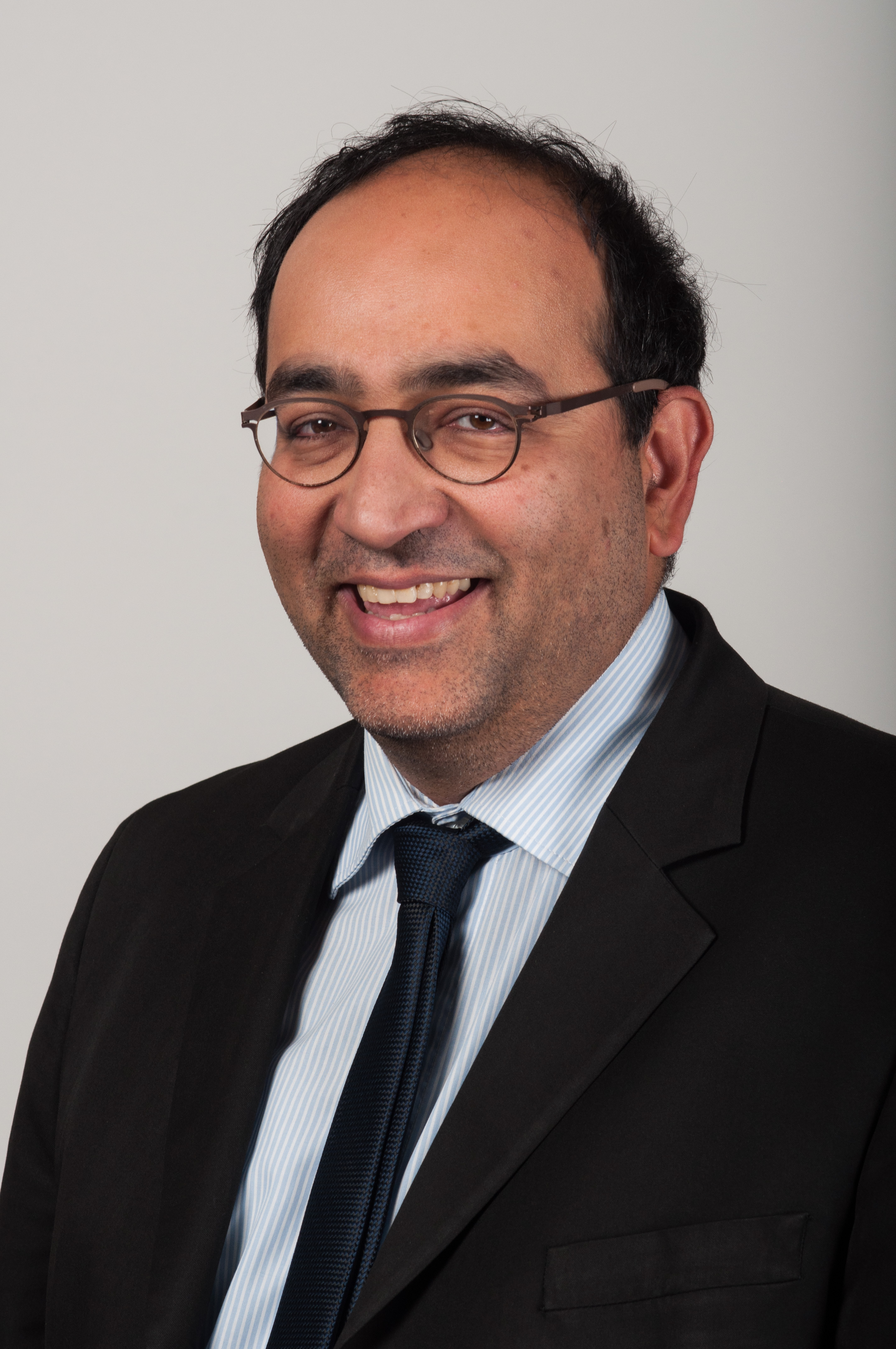
Omid Nouripour (2014)

Von 2009 bis 2013 war Nouripour sicherheitspolitischer Sprecher der Fraktion Bündnis 90/Die Grünen. Seit der Bundestagswahl 2013 ist er außenpolitischer Sprecher seiner Fraktion. Zudem ist er ordentliches Mitglied im Auswärtigen Ausschuss und im Gemeinsamen Ausschuss sowie stellvertretendes Mitglied im Verteidigungsausschuss, im Sportausschuss und im ersten Untersuchungsausschuss des Verteidigungsausschusses.
Bei der Wahl zum Wahl zum 20. Deutschen Bundestag 2021 gewann Nouripour das Direktmandat im Wahlkreis Frankfurt am Main II. Er war Ordentliches Mitglied im Wirtschaftsausschuss und Stellvertretendes Mitglied im Verteidigungsausschuss sowie Finanzausschuss sowie Auswärtiger Ausschuss.
Bei der Wahl zum 21. Deutschen Bundestag 2025 konnte er den Wahlkreis Frankfurt am Main II nicht verteidigen. Er unterlag nach dem Endergebnis mit 26,4 % der Erststimmen knapp dem CDU-Bewerber Leopold Born (27,4 %), zog aber über die Landesliste seiner Partei in den Bundestag ein. Vor der konstituierenden Sitzung des 21. Deutschen Bundestages seiner Fraktion wurde er für die Wahl als Bundestagsvizepräsident nominiert, wobei er sich gegen die beiden früheren Vizepräsidentinnen Katrin Göring-Eckardt und Claudia Roth durchsetzte. Nouripour wurde in der Sitzung am 25. März 2025 als Vizepräsident des Bundestages gewählt.

## Politische Positionen

### Außenpolitik

#### Islamischer Staat
Im September 2014 sprach sich Nouripour für Luftschläge gegen den Islamischen Staat aus, lehnte hingegen Waffenlieferungen an Kurden ab.

#### Ukraine
Nouripour bezeichnete nach der Annexion der Krim durch Russland 2014 Wirtschaftssanktionen gegen Russland als sinnvoll und notwendig und plädierte für eine EU-Beitrittsperspektive für die Ukraine. Er ist Vorsitzender der deutsch-ukrainischen Parlamentariergruppe. Kurz nach der Bundestagswahl 2021 (vor Verhandlungen über eine Ampelkoalition) forderte er die SPD dazu auf, ihre Russland-Politik zu revidieren.

#### Israel
Nouripour war bis Mitte 2020 im Beirat der Deutsch-Palästinensischen Gesellschaft tätig, welche die gegen den Staat Israel gerichtete Kampagne Boycott, Divestment and Sanctions (BDS) unterstützt. Im April 2013 brachte Nouripour gemeinsam mit anderen Mitgliedern der Fraktion Bündnis 90/Die Grünen eine Kleine Anfrage in den Deutschen Bundestag ein, die unter anderem auf eine Kennzeichnung landwirtschaftlicher und industrieller Güter aus israelischen Siedlungen abzielte, um für die Konsumenten erkennbar zu machen, ob das Produkt aus einer israelischen Siedlung oder von einem palästinensischen Produzenten in der Westbank stammt. In der Bundestagsdebatte im Mai 2019 zum Thema BDS kritisierte Nouripour BDS-Aktionen, „die nichts mehr mit Kritik an der israelischen Politik zu tun haben“. Dass BDS-Unterstützer zum Boykott des Eurovision Song Contest in Tel Aviv aufgerufen hätten, spreche „Bände über den Charakter dieser Bewegung“. Bezüglich des israelischen Vorgehens im Krieg in Gaza seit 2023 erklärte Nouripour Kritik in gewissen Grenzen zwar für legitim, grundsätzlich betont er jedoch sein Bekenntnis zur von Angela Merkel definierten „Staatsraison“ gegenüber Israel und befürwortete zuletzt im Juni 2025 weitere Waffenlieferungen an Israel. Die Forderung mancher Grünen-Politiker, das EU-Assoziierungsabkommen mit Israel auf den Prüfstand zu stellen, bezeichnete er als „grundfalsch“.

#### Iran
Im Jahr 2020 lud Nouripour den „Rat zur Regulierung des Übergangs“ zu einem Treffen in den Deutschen Bundestag ein. Ziel des Ende 2019 von 50 iranischen Oppositionellen im Ausland gegründeten Rats zur Abschaffung der Islamischen Republik ist die Organisation eines geordneten Übergangs des Irans in eine Demokratie zur Vermeidung eines Bürgerkriegs. Vorstandsmitglied und stellvertretender Generalsekretär des Rats ist Mehran Barati, der Vater der Filmproduzentin und Drehbuchautorin Minu Barati.

### Sozial- und Wirtschaftspolitik
Zu den Hartz-IV-Gesetzen, die einst von den Grünen mit eingeführt wurden, äußerte Nouripour im Jahre 2022, dass die „Absicht an sich nicht falsch“ gewesen sei und dass die „Dynamisierung des Niedriglohnsektors“ durch die Einführung von Hartz IV „grundsätzlich eine richtige Idee“ gewesen sei. Das Problem an Hartz IV sei jedoch die Umsetzung gewesen.

## Ehrenämter, Mitgliedschaften und Engagements
Ehrenämter
Er hat oder hatte folgende Funktionen und ehrenamtliche Engagements in Vereinen, Verbänden und Stiftungen inne:
- Atlantik-Brücke e. V., Berlin: Mitglied des Vorstandes, ehrenamtlich[31]
- Bernd Reisig Stiftung – helfen helfen, Frankfurt/Main: Mitglied des Kuratoriums, ehrenamtlich
- Bundesverband mittelständische Wirtschaft e. V. (BVMW), Berlin; Mitglied des Politischen Beirates, ehrenamtlich
- Deutsch-Arabische Freundschaftsgesellschaft e. V. (DAFG), Berlin: Mitglied des Vorstandes, ehrenamtlich (9. Januar 2023 bis 17. März 2024)
- Deutsch-Mosambikanische Gesellschaft e. V., München: Mitglied des Beirates, ehrenamtlich (bis 15. März 2024)
- Deutsche Afrika Stiftung e. V., Berlin: Mitglied des Vorstandes, ehrenamtlich (bis 30. April 2022)
- Deutsche Atlantische Gesellschaft e. V., Berlin: Mitglied des Vorstandes, ehrenamtlich (bis 17. Mai 2022)[32]
- Internationaler Bund (IB) Freier Träger der Jugend-, Sozial- und Bildungsarbeit e. V., Frankfurt/Main: Mitglied des Präsidiums, ehrenamtlich[33]
- Sportjugend Frankfurt (SJF) im Sportkreis Frankfurt e. V., Frankfurt/Main: Mitglied des Beirates (ab Oktober 2021)
- Wirtschaftsvereinigung der Grünen e. V., Berlin: Co-Vorsitzender des Politischen Beirates, ehrenamtlich (ab 5. September 2023)
- World Vision Deutschland e. V. (WVD), Friedrichsdorf: Mitglied des Kuratoriums, ehrenamtlich

Engagements
Er hat oder hatte folgende Funktionen und Engagements in folgenden Unternehmen inne:
- American Jewish Committee (AJC) Berlin Ramer Institute for German-Jewish Relations gemeinnützige GmbH, Berlin: Mitglied des Beirates, ehrenamtlich (ab 15. November 2023)
- Berghof Foundation Operations gemeinnützige GmbH, Berlin: Mitglied des Beirates, ehrenamtlich (bis 31. März 2024)
- Eintracht Frankfurt Fußball AG, Frankfurt/Main: Vorsitzender des Nachhaltigkeitsbeirates, ehrenamtlich (ab März 2023)
- RTL Deutschland GmbH, Köln: Mitglied des Medienbeirates

Weitere
Omid Nouripour ist Mitglied der Europa-Union Parlamentariergruppe Deutscher Bundestag, die sich für ein föderales Europa und den europäischen Einigungsprozess einsetzt. Bis Februar 2014 saß er mehrere Jahre lang im Beirat des Forums für interkulturellen Dialog e. V. (FID), dessen Ehrenvorsitzender der islamische Prediger Fethullah Gülen war. Er ist Vorsitzender des bundesAdler e. V., des Fanclubs von Eintracht Frankfurt im Deutschen Bundestag, dessen Gründung er maßgeblich initiierte.

## Veröffentlichungen
- Mein Job, meine Sprache, mein Land – Wie Integration gelingt. Herder, Freiburg im Breisgau 2007, ISBN 978-3-451-29582-9.
- Kleines Lexikon für MiMiMis und Bio-Deutsche. dtv, München 2014, ISBN 978-3-423-26032-9.[38]
- Was tun gegen Dschihadisten? Wie wir den Terror besiegen können. dtv, München 2017, ISBN 978-3-423-26155-5.[39]